# Конкорд (река)
Конкорд (англ. Concord River) — приток реки Мерримак на востоке штата Массачусетс в США. Длина реки — 26,2 км. Площадь водосборного бассейна — 976 км².
Это одна из наиболее известных малых рек в американской истории, на ней происходила битва Войны за независимость США, а также об этой реке написано в книге писателя XIX века Генри Дэвида Торо.

## Описание
Река берёт своё начало в Мидлсексе и формируется от слияния рек Садбери и Эссабет. Это спокойный поток с совсем незначительным изменением рельефа на большей части его пути. Водосборный бассейн реки простирается в округе Вустер и включает в себя 36 городов штата Массачусетс.
19 апреля 1775 года Старый Северный Мост на реке в городе Конкорд стал сценой сражения при Конкорде (в тот же день, когда прозвучали первые выстрелы в Лексингтоне, положившие начало Войне за независимость). Репродукция деревянного Конкордского Моста охраняется Службой национальных парков США.
Генри Дэвид Торо написал свою первую книгу «Неделя на реках Конкорд и Мерримак» в 1849 году, живя в это время на соседнем Уолденском пруду. Его книга рассказывает о семидневном лодочном путешествии по рекам со своим братом Джоном, который впоследствии умер. Торо рассказывает о его исследовании природной красоты реки, при этом его сопровождают мысли на такие вечные темы, как истина, поэзия, путешествия и дружба.
Несмотря на рост пригородов в непосредственной близости от реки, на сегодняшний день она остается популярным местом для гребли на каноэ.

## Построение плотины
Плотины были построены вдоль реки Конкорд с целью увеличить производство сельскохозяйственных культур, а также обеспечить источник энергии для работы мельниц. К XIX веку, коренное население заметило тенденцию массового вымирания рыб. Плотина мешала половозрелым рыбам возвращаться вверх по течению на нерест. Сероспинки и другие рыбы региона являются мигрирующими. Когда маршрут вверх по течению преградила плотина, их цикл был нарушен. Для решения данной проблемы был построен канал Мидлсекс.

## Последствия загрязнения
В XIX-м веке, река Конкорд была рядом с центром Промышленной революции США. Текстильная, бумажная, кожевенная и горнодобывающая промышленности возникли в этот период. Огромное количество отходов были сброшены прямо в реку, которая уже и так была тяжело нагружена неочищенными сточными водами и другими органическими отходами. Промышленное развитие в пределах водораздела достигла своего пика в 1920-х годах. В начале 1960-х годов производство было снова на подъёме. К 1960 река Мерримак считалась одной из десяти самых загрязнённых водных путей Америки.
Принятие Закона «о чистой воде» в 1972 году ознаменовало начало усилий по очищению водных путей в США. Данным актом введён строгий контроль за сбросом в реки отходов. В конечном итоге это привело к установке трёх станций очистки сточных вод на берегу реки Конкорд: одну в Конкорде и две в Биллерике. Эти станции помогли предотвратить последующее повреждение экосистемы реки.
К сожалению, многие загрязняющие вещества, такие как тяжёлые металлы и ПХД, очистить не удавалось. Потребление рыбы было запрещено согласно «Закону об ответственности» 1980 года.
Перхлораты были вновь обнаружены в реке в августе 2004 года. Первоначально считалось, что источником этого загрязнения были взрывчатые вещества, используемые в дорожном строительстве. Тем не менее, в ходе расследования в городе Биллерик было доказано, что источником послужила деятельность местной компании, которая производит хирургические и медицинские материалы. Компания использует в месяц 220 галлонов хлорной кислоты в процессе отбеливания, а ополаскиваемые воды сбрасывает в канализацию. После этого компания была закрыта.
В мае 2007 уже Биллерик был обвинён в загрязнение реки. Город обязали заплатить $ 250,000 штрафа за выброс загрязняющих веществ в реку Конкорд. Дело было возбуждено агентством по охране окружающей среды США (EPA) и Массачусетским департаментом по охране окружающей среды (MassDEP). По данным EPA, чрезмерные сбросы Биллериком фосфора создали избыток питательных веществ, которые стимулировали рост водорослей.

## Попытка восстановления
В мае 2000 года Служба охраны рыбных ресурсов и диких животных США и волонтёры из организации Sudbury Valley Trustees выпустили 7000 взрослых особей сероспинок в реку Конкорд. Рыбы были перенесены из реки Немаскет, чтобы они могли откладывать икру вверх по течению. Таким образом, новые особи могли считать реку Конкорд своим домом. К августу 2004 года более 1000 молодых сероспинок наблюдалось в пруду, расположенном на реке Садбери. Это убедительно свидетельствует о том, что проект по восстановлению численности сероспинок работает.